# Alex Highsmith
Alex Highsmith (7 agosto 1997) è un giocatore di football americano statunitense che milita nel ruolo di linebacker per i Pittsburgh Steelers della National Football League (NFL).

## Carriera

### Pittsburgh Steelers

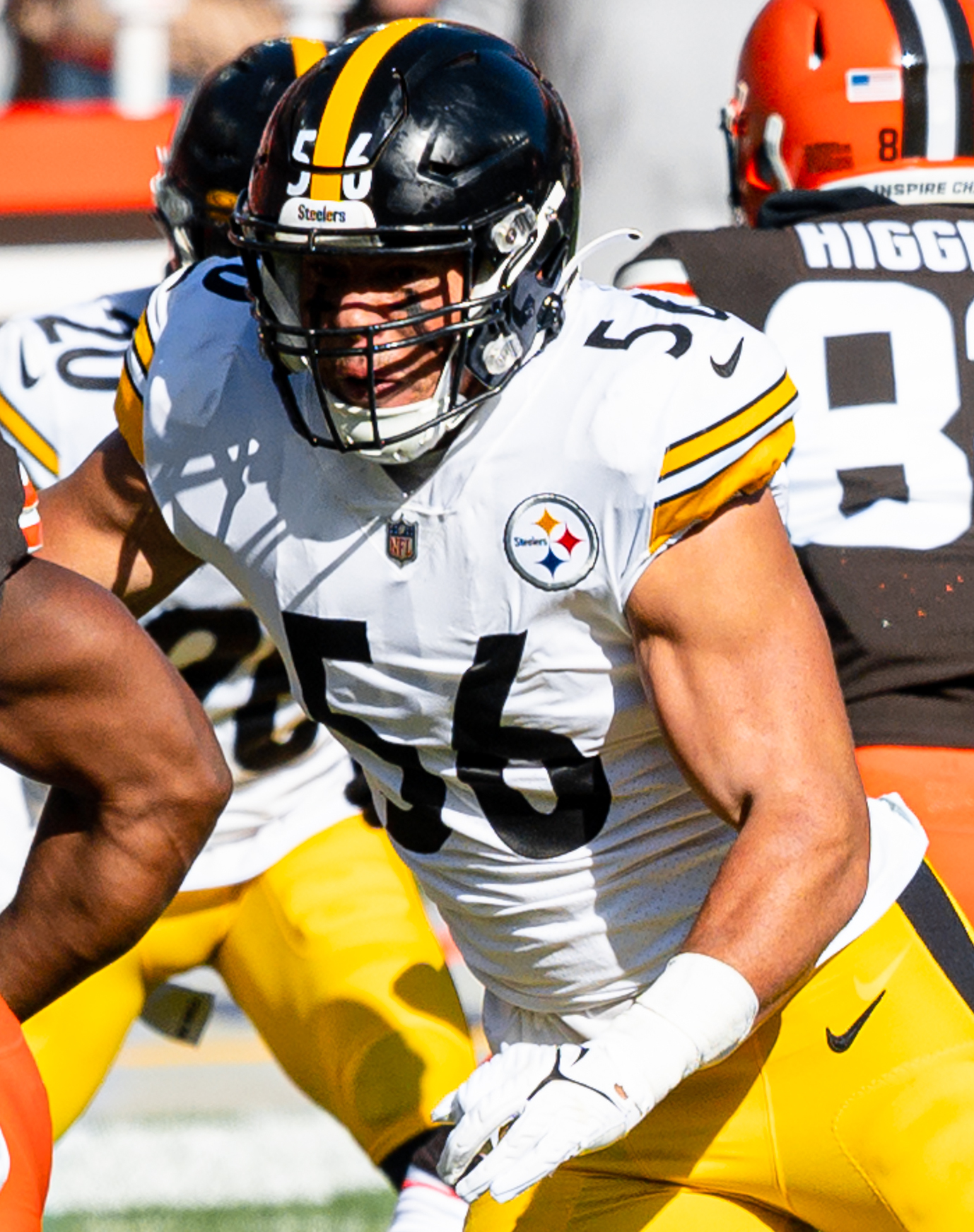
Highsmith nel 2021

Highsmith al college giocò a football alla Charlotte University dal 2016 al 2019. Fu scelto nel corso del terzo giro (102º assoluto) del Draft NFL 2020 dai Pittsburgh Steelers. Debuttò come professionista nella gara del primo turno contro i New York Giants mettendo a segno un tackle nella vittoria. La sua stagione da rookie si concluse con 48 placcaggi, 2 sack e un intercetto disputando tutte le 16 partite, di cui 5 come titolare.
Nel decimo turno della stagione 2022, Highsmith fu premiato come miglior difensore della AFC della settimana dopo avere messo a referto 5 tackle, 2 sack e un fumble forzato nella vittoria sui New Orleans Saints. Nella partita vinta nell'ultimo turno contro i Cleveland Browns fece registrare 2,5 sack su Deshaun Watson, chiudendo a quota 14,5 in stagione. Inoltre guidò la NFL con 5 fumble forzati.
Nel secondo turno della stagione 2023, Highsmith fu premiato come miglior difensore della AFC della settimana dopo avere fatto registrare 7 placcaggi, un sack, un intercetto ritornato per 30 yard in touchdown e forzato un fumble nel finale che fu recuperato dal compagno T.J. Watt e ritornato anch'esso nel touchdown della vittoria sui Cleveland Browns.
Nel Monday Night Football dell'ottavo turno della stagione 2024 contro i Giants Highsmith ebbe un record in carriera di 12 pressioni sul quarterback e due sack nella vittoria.

## Palmarès
- Difensore della AFC della settimana: 2

10ª del 2022, 2ª del 2023
- Leader della NFL in fumble forzati: 1

2022